# Willem II van Cranendonck
Willem II van Cranendonck (ca. 1275 - voor 1321) was de zoon van Willem I van Cranendonck en vermoedelijk Katharina van Kessel (ca. 1245 - na 1306).
Willem was heer van Cranendonck en Eindhoven van omstreeks 1285 tot zijn dood. Hij gebruikte het wapen van het huis Horne. Op 10 januari 1314 droeg hij de hoge rechtspraak en het brouwambt van Swalmen over aan Reinoud I van Gelre, nadat zijn leenman Seger van Swalmen deze rechten aan Reinoud had verkocht.
Willem II was gehuwd met Elisabeth van Steyn (ca. 1290 - na 1323). Zij hadden meerdere zonen. Er is sprake van Willem, Arnout en Dirk maar het was waarschijnlijk Dirk van Cranendonck die de beide heerlijkheden erfde.
Elisabeth was dochter van Arnold III van Stein (1266 - 1329) en een kleindochter van Dirk II van Valkenburg en Adelheid van Loon (ca. 1240 - ca. 1275). Arnold vocht in de Slag bij Woeringen en werd daar door Arnold V van Loon tot ridder geslagen. Bekende voorouders van Arnold zijn:
- (1) Arnold II van Stein en Margareta van Grimbergen 
  - (2) Arnold I van Stein (ca. 1180 - voor 1241)
    - (3) Herman van Elsloo (ca. 1145 - ca. 1228)
      - (4) Arnulfus van Elsloo

  - (2) Arnold Bertout van Grimbergen (ca. 1167 - na 1212) en Sophia van Altena (ca. 1190 - na 1247)
    -       - (4) Wouter II Berthout en Bonne, dochter van Lodewijk I van Loon en Agnes van Metz

    - (3) Gerard II van Grimbergen (ca. 1149 - 1188) en Mathilde van Ninove 
      - (4) Gerard van Ninove (ca. 1130 - 1201) en Gisela van Petegem 
        - (5) Amalrik II van Ninove
          - (6) Amalrik I van Ninove

        - (5) Ingelbrecht IV van Petegem (ca. 1070 - na 1135) en een dochter van Boudewijn I van Gent
          - (6) Ingelbrecht III van Petegem (ca. 1030 - voor 1082) en Mathilde (ca. 1050 - na 1082)
            - (7) Ingelbert II van Petegem (ca. 1010 - 1058) en Glismode 
              - (8) Ingelbert I van Petegem

      - (3) Boudewijn van Altena (ca. 1145 - 1200) en Agnes
        - (4) Dirk I van Altena (ca. 1120 - na 1189) en Mathilde 
          - (5) Adela Berthouts, moeder van Dirk I van Altena 
            - (6) Wouter I Berthout